# جلیلوند (عشایر)
جلیلوند نام یکی از طایفه‌های اصیل لک زبان ساکن استانهای کرمانشاه است.در ادامه ایرانیکا اصالت جلیلوند هارا در زمان زندیه از اطراف شیراز می‌داند که در نهایت به سمت قزوین و تویسرکان و کرمانشاه مهاجرت کردند. جلیلوندها از عشایر لر بودند که به شرق کرمانشاه مهاجرت کردند و به ایل سنجابی پیوستند.

## تبارشناسی
در کتاب فرهنگ ‌کردی فارسی چنین ذکر شده است.
طوایفی که ذکر می‌شود همه‌ی طایفه‌ی لر شمرده شده‌اند.

طایفه‌ی بختیاری و طایفه‌ی صوفی‌وند و طایفه‌ی بیستاروند و طایفه‌ی سنجابی و طایفه‌ی جلیلوند. طایفه‌ی بختیاری طایفه‌ای هستند چادرنشین و به شجاعت مشهور و مذهب آن‌ها اغلب شیعی است، ولی همگی مذهب و دین نمی‌پرسند بیشتر به قطع‌الطریق و شجاعت و شور و خونریزی مشغولند و طایفه‌ی صوفی‌وند و بیستاروند نیز شهریه‌ی مخصوصی دارند بعضی از آن‌ها اغلب عمری و ...— عبدالرحمن شرفکندی، منبع کتاب فرهنگ کردی فارسی عبدالرحمان شرفکندی وقایع نگار کُرد ص ۲۶

## زبان
امروزه آنان در کنار لکی به کلهری و فارسی نیز تکلم میکنند.

## تاریخچه
آنان که از شیراز دوره زندیه نشأت می‌گیرند و جلیلوندهای اصیل و قدیمی جز سربازان یا سرداران کریم خان زند بوده که بعد از شکست کریم خان زند به ناچار پراکنده و بسیاریشان به مناطق پیرامون قزوین و همدان و کرمانشاه و تویسرکان مهاجرت کردند و عده‌ای در توابع تویسرکان سکنی گزیدند که معروفترین آنان سهام الدوله (جعفر قلی خان جلیلوند) و سناتور علی اکبر خان جلیلوند و کدخدا آقاخان جلیلوند که همسرش زمرد جلیلوند بوده (دارای چهار فرزند پسر به نامهای ایلخان جلیلوند و احمدخان جلیلوند و علی جلیلوند و هوشنگ جلیلوند و چهار دختر به نام‌های صدیقه جلیلوند و صفیه جلیلوند و ماه ‌دولت جلیلوند و خوش
قدم جلیلوند) از خان‌های خوش‌نام و مردمی منطقه می‌باشند. رابینو در ۱۹۰۵ از وجود ۲۰۰ تا ۳۰۰ خانواده یک جانشین جلیلوند ساکن بخش دینور که از فشار و سرکوب در کرمانشاه فرار کرده بودند نام می‌برد. بنا بر بررسی یونسکو در اوایل دهه ۱۹۶۰ باقی‌مانده جلیلوند دینور بخشی از اتحادیه قبایلی سنجابی را تشکیل می‌دهند.

## جمعیت
رابینو در خصوص جلیلوند در منطقه قزوین در ۱۹۰۹ شمارشان را ۸۰۰ خانواده تخمین می‌زند. تا ۱۹۳۲ بنا بر مسعود کیهان تعدادشان به فقط ۳۰۰ خانواده کاهش یافته بود. در اواخر دهه ۱۹۶۰ پرویز ورجاوند مشاهده گرد آنها تنها ۱۵۰ تا ۲۰۰ خانواده را تشکیل داده ساکن روستاهای آغچکند، بشگل؛ قره باغ و ینگیجا پایین در در دهستان قاقزن بودند.